# أسيتات ميدروكسي بروجستيرون
أسيتات ميدروكسي بروجستيرون (بالإنجليزية: Medroxyprogesterone acetate)‏ يباع تحت اسم العلامة التجارية ديبو بروفيراو هو هرمونطبي جنسي انثوي ينتمي لمجموعة البروجيستينات (بالإنجليزية: Progestins)‏.يتشابه هذا الدواء مع الهرمون الطبيعي ويستخدم هذا الدواء كذلك في النشاط الجنسي غير الطبيعي في الذكور
البروجسترون.

## الإستخدامات
يستخدم هذا الهرمون بشكل خاص للإناث لعلاج اضطرابات الحيض، مثل النزيف في منتصف الدورة الشهرية وانقطاع الطمث وايضاً في تحديد النسل، كما يستخدم الهرمون في العلاج الهورموني البديل، كاضافة الإستروجين وايضاً يستخدم هذا الدواء لعلاج الانتباذ البطاني الرحمي كما يستخدم أسيتات الميدروكسي بروجسترون لعلاج أنواع معينة من سرطان الثدي أو سرطان الرحم.
.

## طريقة الاستخدام
يتم حقن الدواء للحصول على فعالية متواصلة وعندها يستخدم كوسيلة لمنع الحمل. استخدام الدواء بهذه الطريقة يؤدي إلى ظهور آثار جانبية خطيرة تشمل نزيف رحمي متواصل، انقطاع الطمث والعقم الدائم، ولذلك يوصى به فقط في ظروف محددة.

## الآثار الجانبية
وتشمل الآثار الجانبية الشائعة، وآلام في البطن، صداع، قلق. . وتشمل الآثار الجانبية الخطيرة الأخرى هشاشة العظام، جلطات الدم، حساسية، اكتئاب، ومشاكل في الكبد. الاستخدام غير مستحسن أثناء الحمل لأنه قد يضر بالجنين. وهو يعمل كشكل من أشكال تحديد النسل عن طريق خفض إطلاق الجسم للغدد التناسلية. تم الحصول على براءة اختراع وأدخل حيز الاستخدام الطبي في عام 1958. .
وفي قائمة الأدوية الأساسية لمنظمة الصحة العالمية، فإن الأدوية الأكثر فعالية وآمنة المطلوبة في نظام الرعاية الصحية